# Георги Доколянков
Георги Димитров Доколянков е български революционер, деец на Вътрешната македоно-одринска революционна организация.

## Биография
Роден е в 1868 година в лозенградското българско село Карадере, тогава в Османската империя. Привлечен е в революционната организация и участва в местния революционен комитет. Участва в Илинденско-Преображенското въстание през лятото на 1903 година с четата на Георги Кондолов. След въстанието емигрира в Княжеството и се установява в село Горен Близнак, Варненско. Участва в Балканските и в Първата световна война. Умира през декември 1940 година в Горен Близнак.
На 15 април 1943 година вдовицата му Юрдана, 71-годишна, родом от Карадере, като жителка на Долен Близнак, Варненско, подава молба за българска народна пенсия. Молбата е одобрена и пенсията е отпусната от Министерския съвет на Царство България.